# Enzo Trossero
Enzo Héctor Trossero (Esmeralda, 23 mei 1953) is een Argentijns voetbaltrainer en voormalig topvoetballer, die 22 interlands speelde voor zijn vaderland.

## Spelerscarrière
Trossero was als speler actief namens Sportivo Belgrano en kwam via CA Colón bij CA Independiente terecht. Bij die club speelde de verdediger verdeeld over twee periodes (onderbroken door een verhuurperiode bij FC Nantes) meer dan driehonderd wedstrijden en hij wist 55 maal doel te treffen. In deze periodes won hij met Independiente driemaal het landskampioenschap: in 1977, 1978 en 1983. Ook werd de Copa Libertadores gewonnen in 1984 en in datzelfde jaar tevens de Wereldbeker voor clubs. Tijdens het negentigjarige jubileum van de club werd Trossero samen met Hugo Villaverde verkozen tot beste centrale verdedigers in de clubgeschiedenis.

## Trainerscarrière
Als trainer begon Trossero vooral met werken in zijn vaderland Argentinië, wat hij tussendoor nog verliet voor FC Sion en FC Lugano in Zwitserland. Na een periode bij CA Independiente werd hij aangesteld als bondscoach van Zwitserland. Hij leidde elf wedstrijden, waarin er driemaal gewonnen werd, viermaal gelijkgespeeld en viermaal verloren. Na een teleurstellende 0–1 nederlaag tegen Slovenië werd hij op straat gezet. Later werkte hij nog in Guatemala bij CSD Municipal en was hij werkzaam in het Midden-Oosten.